# Гранд-Фоллс-Плаза (Міссурі)
Гранд-Фоллс-Плаза (англ. Grand Falls Plaza) — селище (англ. village) в США, в окрузі Ньютон штату Міссурі. Населення — 103 особи (2020).

## Географія
Гранд-Фоллс-Плаза розташований за координатами 37°2′10″ пн. ш. 94°32′21″ зх. д. / 37.03611° пн. ш. 94.53917° зх. д. (37.036161, -94.539253).  За даними Бюро перепису населення США в 2010 році селище мало площу 0,25 км², з яких 0,25 км² — суходіл та 0,00 км² — водойми.

## Демографія
Згідно з переписом 2010 року, у місті мешкало 114 осіб у 46 домогосподарствах у складі 36 родин. Густота населення становила 459 осіб/км².  Було 47 помешкань (189/км²).
Расовий склад населення:
| - 94,7 % — білих - 3,5 % — корінних американців |

До двох чи більше рас належало 1,8 %. Частка іспаномовних становила 0,9 % від усіх жителів.
За віковим діапазоном населення розподілялося таким чином: 20,2 % — особи молодші 18 років, 52,6 % — особи у віці 18—64 років, 27,2 % — особи у віці 65 років та старші. Медіана віку мешканця становила 52,0 року. На 100 осіб жіночої статі у місті припадало 70,1 чоловіків;  на 100 жінок у віці від 18 років та старших — 75,0 чоловіків також старших 18 років.
Середній дохід на одне домашнє господарство  становив 65 191 долар США (медіана — 60 625), а середній дохід на одну сім'ю — 78 441 долар (медіана — 72 188). Медіана доходів становила 37 250 доларів для чоловіків та 41 250 доларів для жінок. За межею бідності перебувало 15,3 % осіб, у тому числі 40,0 % дітей у віці до 18 років та 6,7 % осіб у віці 65 років та старших.
Цивільне працевлаштоване населення становило 63 особи. Основні галузі зайнятості: освіта, охорона здоров'я та соціальна допомога — 23,8 %, науковці, спеціалісти, менеджери — 20,6 %, інформація — 17,5 %.